# Öpfingen
Öpfingen es un municipio situado en el distrito de Alb-Danubio, Baden-Wurtemberg, Alemania. Tiene una población estimada, a fines de 2020, de 2.404 habitantes.
Está ubicado al margen sur de la región natural del altiplano central del Jura de Suabia, en la orilla norte del Danubio.
Existen túmulos del período Hallstatt (1000-500 a. C.), que sugieren un asentamiento temprano de la zona. Fue mencionado por vez primera en un documento del año 1127. El topónimo Öpfingen proviene de un asentamiento alamán.

## Enlaces
- Wikimedia Commons alberga una categoría multimedia sobre Öpfingen.
- Sitio web de Öpfingen